# تاریخ ژو
تاریخ ژو (انگلیسی: Book of Zhou) یا تاریخ ژوشو، تاریخ رسمی سلسله‌های ژیان‌بی به رهبری وی غربی و ژو شمالی چین را ثبت می‌کند و در ردیف رسمی بیست و چهار تاریخ چین امپراتوری قرار می‌گیرد. این اثر که توسط دودمان تانگ مورخ Linghu Defen گردآوری شده است، در سال ۶۳۶ پس از میلاد تکمیل شده و شامل ۵۰ فصل است که برخی از آنها گم شده و از منابع دیگر جایگزین شده است.